# Acer laevigatum
Acer laevigatum är en kinesträdsväxtart som beskrevs av Nathaniel Wallich. Acer laevigatum ingår i släktet lönnar, och familjen kinesträdsväxter. Utöver nominatformen finns också underarten A. l. salweenense.